# Silva Escura (Sever do Vouga)
Silva Escura is een plaats (freguesia) in de Portugese gemeente Sever do Vouga en telt 1738 inwoners (2001).